# Nova Gajdobra
Nova Gajdobra (en serbe cyrillique : Нова Гајдобра ; en hongrois : Wekerlefalva) est une localité de Serbie située dans la province autonome de Voïvodine. Elle fait partie de la municipalité de Bačka Palanka dans le district de Bačka méridionale. Au recensement de 2011, elle comptait 1 220 habitants.
Nova Gajdobra est officiellement classée parmi les villages de Serbie.  

## Géographie

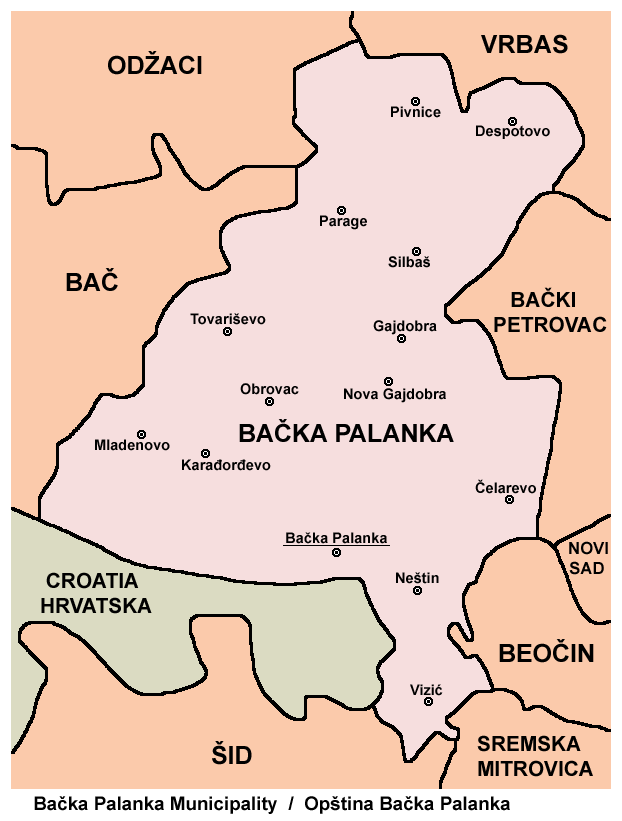
Localisation de Nova Gajdobra dans la municipalité de Bačka Palanka

## Histoire
En 1327, le village de Kereky (en serbe : Kerekić ou Керекић) fut fondé entre Palanka et Gajdobra. Le même village est encore mentionné en 1512. Sous l'Empire ottoman (XVIe et XVIIe siècles), deux villages existaient à l'emplacement du village actuel : Kerekić (Керекић) et Metković (Метковић). Les deux villages étaient peuplés de Serbes. Les Hongrois les appelaient Metkovics et Kerekity.
En 1650, Kerekić était déserté mais 38 ans plus tard les Serbes s'y réinstallèrent. Au XIXe siècle, des Allemands et des Hongrois vinrent se joindre à eux. La localité fit partie de l'empire des Habsbourg jusqu'en 1918, où elle fut intégrée au royaume des Serbes, Croates et Slovènes. En 1922, elle prit officiellement le nom de Nova Gajdobra.

## Démographie

### Évolution historique de la population
| 1948  | 1953  | 1961  | 1971  | 1981  | 1991  | 2002  | 2011  |
| ----- | ----- | ----- | ----- | ----- | ----- | ----- | ----- |
| 1 547 | 1 677 | 1 623 | 1 433 | 1 331 | 1 372 | 1 409 | 1 220 |

|  |

### Données de 2002
Pyramide des âges (2002)
En 2002, l'âge moyen de la population était de 39,1 ans pour les hommes et de 42,2 ans pour les femmes.
Répartition de la population par nationalités (2002)
En 2002, les Serbes représentaient 96 % de la population.

### Données de 2011
En 2011, l'âge moyen de la population était de 43,9 ans, 41,6 ans pour les hommes et 46,1 ans pour les femmes.